# Mòlìhuā
«Mòlìhuā» (Flor de jazmín, chino: 茉莉花; pinyin: Mòlìhuā), es una canción popular china compuesta en la época del emperador Qianlong (1711-1799) de la dinastía Qing. Hay dos versiones de la canción. La más conocida es la de la provincia de Jiangsu y la otra es de la provincia de Zhejiang. Tienen letras diferentes, pero la melodía es parecida. 
Se hizo famosa en Occidente cuando fue incluida en la ópera «Turandot» de Giacomo Puccini.

Partitura de la primera estrofa.